# Hans Wahli
Hans Wahli (* 11. Januar 1927 in Biel; † 4. Januar 2012 in Biel) war ein Schweizer Hochspringer.
1946 kam er bei den Leichtathletik-Europameisterschaften in Oslo auf den 15. Platz. Bei den Olympischen Spielen 1948 in London wurde er Siebter und bei den EM 1950 in Brüssel Vierter. Einem 16. Platz bei den Olympischen Spielen 1952 in Helsinki folgte ein elfter Platz bei den EM 1954 in Bern.
Seine persönliche Bestleistung von 1,95 m stellte er 1951 auf.